# Länsväg 398
De Zweedse weg 398 is een weg binnen de provincie Norrbottens län. De 49 kilometer lange weg verzorgt het verkeer tussen Sangis aan de Botnische Golf en Hedenäset aan de Torne. De weg loop noord-zuid.

## Dorpen
- Hedenäset; Riksväg 99
- Lappträsk, zowel station als dorp
- Björkfors
- Sangis; Europese weg 4.